# Punta Tamar
La punta Tamar (en inglés: Tamar Point) es una punta ubicada en el norte de la isla Gran Malvina del archipiélago de las Malvinas, siendo el punto más boreal de dicha isla. En el área hay un promontorio del mismo nombre. Marca la entrada noreste al seno de Borbón, sobre las aguas de la ensenada del Norte, a muy pocos kilómetros al este del extremo oriental de la isla Borbón.
El extremo norte de este accidente geográfico es uno de los puntos que determinan las líneas de base de la República Argentina, a partir de las cuales se miden los espacios marítimos que rodean al archipiélago.
Por su nombre similar, no se debe confundir con el cabo Tamar, que se encuentra en sus cercanías, sobre la costa norte de la isla de Borbón.